# كورنيليا نيكسون
كورنيليا نيكسون (بالإنجليزية: Cornelia Nixon)‏ (25 مارس 1947)؛ روائية أمريكية.